# Historia del transporte ferroviario en Portugal

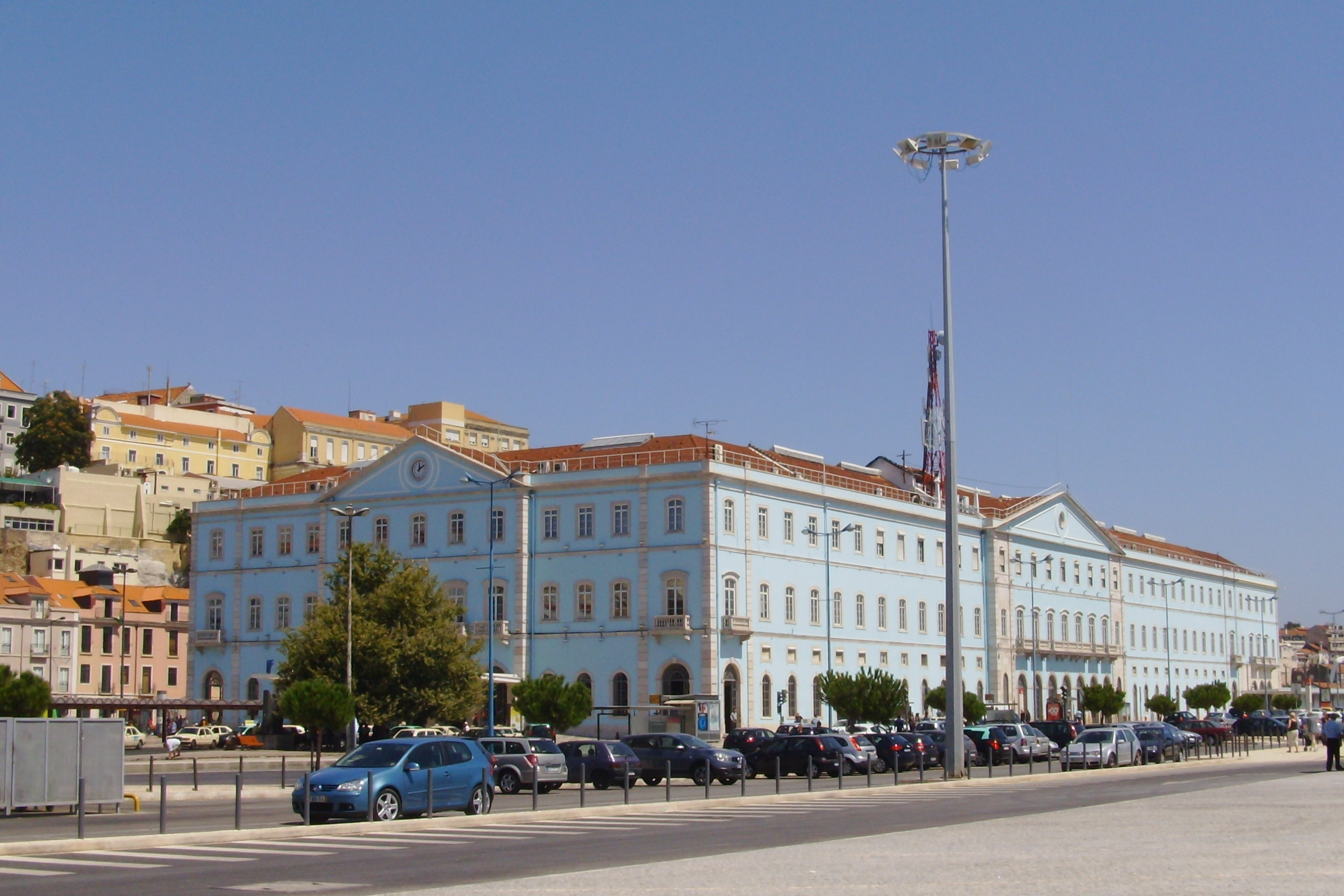
Estación de Lisboa-Santa Apolónia, que fue, hasta la apertura de la Estación de Oriente, en 1998, la principal plataforma de ferrocarriles en Portugal.

La historia de los ferrocarriles en Portugal posee una elevada importancia para el conocimiento de la evolución histórica del país, a partir de mediados del siglo XIX. El desarrollo experimentado en el país en los siglos XIX y XX se debe, en el ámbito de las vías de comunicación, principalmente al medio ferroviario.
Las primeras tentativas de la implantación de este medio de transporte se iniciaron en la década de 1840, aunque las obras de la primera conexión ferroviaria datan de 1853; el primer tramo, entre Lisboa y Carregado, se abrió tres años después, y el ferrocarril llegó a la frontera con España en 1863 y a Oporto en 1877. En 1882 y 1887, fueron concluidas, respectivamente, las Líneas de Beira Alta, y del Duero; en 1891, se concluyó la Línea del Oeste, y, en 1904, la Línea de Beira Baixa y el Ramal de Vendas Novas. Al Sur, las ciudades de Setúbal, Évora y Beja fueron conectadas con Barreiro, respectivamente, en 1861, 1863, y 1864, llegando finalmente el ferrocarril hasta Faro en 1889, y a Vila Real de Santo António en 1909.

## Análisis
La ausencia de un plan general, que apoyase las orientaciones sobre los trayectos de las conexiones ferroviarias, y las varias dificultades técnicas encontradas, dieron como resultado la construcción de una red bastante desordenada; por otro lado, la evolución del transporte ferroviario en Portugal quedó marcada, desde luego, por varios intereses políticos y económicos, tanto a nivel regional como nacional, y por la elevada inestabilidad política, lo que provocaba una alteración constante en las reglas y orientaciones, complicando la construcción de nuevos ferrocarriles. La red contó así, con grandes deficiencias, especialmente en términos de trazados, que no se supieron adaptar de la mejor forma a las condiciones geográficas; propiciando que algunos de los trazados directos entre las grandes localidades estuviesen mal planeados, y varias regiones del territorio nacional estaban servidas de forma imperfecta. Además de esto, la red quedó condicionada por los escasos puentes donde se podían atravesar los ríos Tajo y Duero, y las conexiones con España se crearon de forma desequilibrada, existiendo, a mediados del siglo XX, dos líneas internacionales al norte del Río Duero, otras tres en la región centro, y ninguna en el Sur; esta organización fue fruto de una preocupación excesiva con el tráfico internacional, cuyo movimiento se desveló muy inferior al previsto, en detrimento de las comunicaciones internas.

## 

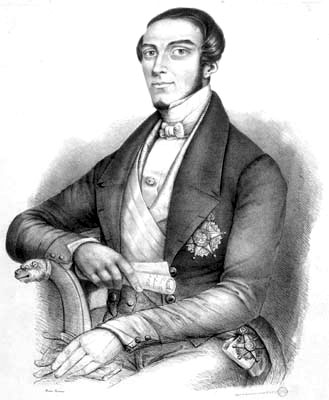
António Bernardo da Costa Cabral.

## sigloXIX

### Primeros proyectos
En el siglo XIX, las vías de comunicación en el interior del país eran muy deficientes, especialmente las rutas, siendo las modalidades más utilizadas la navegación marítima y fluvial. Así, durante el gobierno de António Bernardo da Costa Cabral, se iniciaron los primeros proyectos para la instalación de un sistema ferroviario en el país, teniendo, en agosto de 1844, a Benjamim de Oliveira como encargado de presentar los primeros proyectos, con capital británico, de una conexión ferroviaria entre Lisboa y Porto. No obstante, este proyecto fue rechazado, porque, en aquel momento se consideraba que un ferrocarril entre Lisboa y Alcácer do Sal sería más útil y lucrativo. En diciembre del mismo año, fue instituida, por iniciativa de José Bernardo da Costa Cabral, la Compañía de Obras Públicas, siendo uno de los principales objetivos de esta empresa la instalación de una conexión ferroviaria entre Lisboa y España y a la red ferroviaria europea, y de edificar en la capital portuguesa un gran puerto para navíos transatlánticos; este proyecto, creado por iniciativa de D. Luís I, preveía que los pasajeros vendrían por vía férrea de todos los rincones de Europa hasta Lisboa, donde podrían retomar su viaje hasta las Américas en navíos.
El 19 de abril de 1845, el gobierno portugués firmó un contrato con la Compañía de Obras Públicas, con el objetivo de construir y mejorar las vías de comunicación en el interior del país; una de las cláusulas en este contrato preveía la instalación de una vía férrea entre Lisboa y la frontera con España. No obstante, este proyecto fue atrasado por varios conflictos políticos experimentados en 1846, por lo que el interés por este proyecto solo regresó tras regresarse a una situación más relajada; así en 1853, un empresario de nacionalidad inglesa, Hardy Hislop, presentó un proyecto de conexión a España a través de Badajoz, pasando por la localidad de Santarém.

### Primera fase de la construcción (1850-1860)
La primera fase, que tuvo lugar en las décadas de 1850 y 1860, correspondió al inicio de la construcción de varias líneas fundamentales en el centro y Sur de Portugal; se asistió de este modo a un brote inicial de construcción, que ganó velocidad a mediados de la Década de 1860. Desde el principio, uno de los principales objetivos del transporte ferroviario se basaba en la construcción de conexiones hasta las regiones más aisladas del país, con el fin de facilitar el transporte de mercancías; por ejemplo, la Ruta del Trigo fue establecida para transportar la producción cerealera del Alentejo hasta la región metropolitana de Lisboa.
La implantación del ferrocarril en Portugal fue incentivada por el primer ministro de Obras Públicas, Comercio e Industria, habiendo logrado con su sentido práctico y empeño reunir los recursos financieros y técnicos necesarios para hacer arrancar un ambicioso programa de obras públicas, en el cual se apostaba fuertemente por el transporte ferroviario; otro sustento de esta modalidad fue el Rey D. Pedro V, que intervino directamente en las obras y operaciones ferroviarias, habiendo escrito un artículo sobre el trazado de la Línea del Este en la Revista Militar. En 1852, fue organizado un concurso para la construcción y explotación del tramo entre Lisboa y Santarém; la obra fue atribuida, de forma provisional, a la Compañía Central y Peninsular de los Ferrocarriles en Portugal. El 30 de agosto, fue instituido el Ministerio de Obras Públicas, Comercio e Industria, que atrajo un gran impulso a los proyectos de desarrollo nacional, como los transportes ferroviarios. En 1854, el Consejo Superior de Obras Públicas y Minas presentó un plan que delimitaba la construcción de varias conexiones ferroviarias, incluyendo las futuras Líneas del Norte y Este, con ramales hasta Salamanca, Régua, Évora por Estremoz, Alcácer do Sal y Mértola. El tramo hasta Carregado fue inaugurado el 28 de octubre de 1856, habiéndose introducido al año siguiente en Portugal la telegrafía eléctrica, que se revelaría indispensable para el funcionamiento del transporte ferroviario. A pesar de que en España se había implantado el ancho ibérico, la influencia de los ingenieros franceses y británicos llevó a que, inicialmente, se construyesen las líneas en ancho europeo, de 1435 mm; no obstante debido a la necesidad de estar conectado con la red ferroviaria del país vecino se decidió adaptar las vías al ancho ibérico.
El gobierno contrató, posteriormente, al empresario español José de Salamanca y Mayol, que fundó la Companhia dos Caminhos de Ferro Portugueses, para construir y gestionar las Líneas del Norte y Este. El Ferrocarril del Este llegó hasta Santarém el 1 de julio de 1861, hasta Abrantes el 7 de noviembre del año siguiente, y alcanzó la frontera con España el 24 de septiembre de 1863; la Línea del Norte fue concluida el 7 de  julio de 1864, hasta Vila Nova de Gaia, solo quedando por construir un paso sobre el Río Duero.
En 1861, las localidades de Vendas Novas y Setúbal fueron unidas con Barreiro por vía ferroviaria por la Compañía Nacional de Ferrocarriles al Sur del Tajo; dos años después, fue abierta la conexión hasta Évora, y, en 1864, hasta Beja, ambas por la Compañía del Sudeste

### Segunda fase de la construcción (1870-1880)

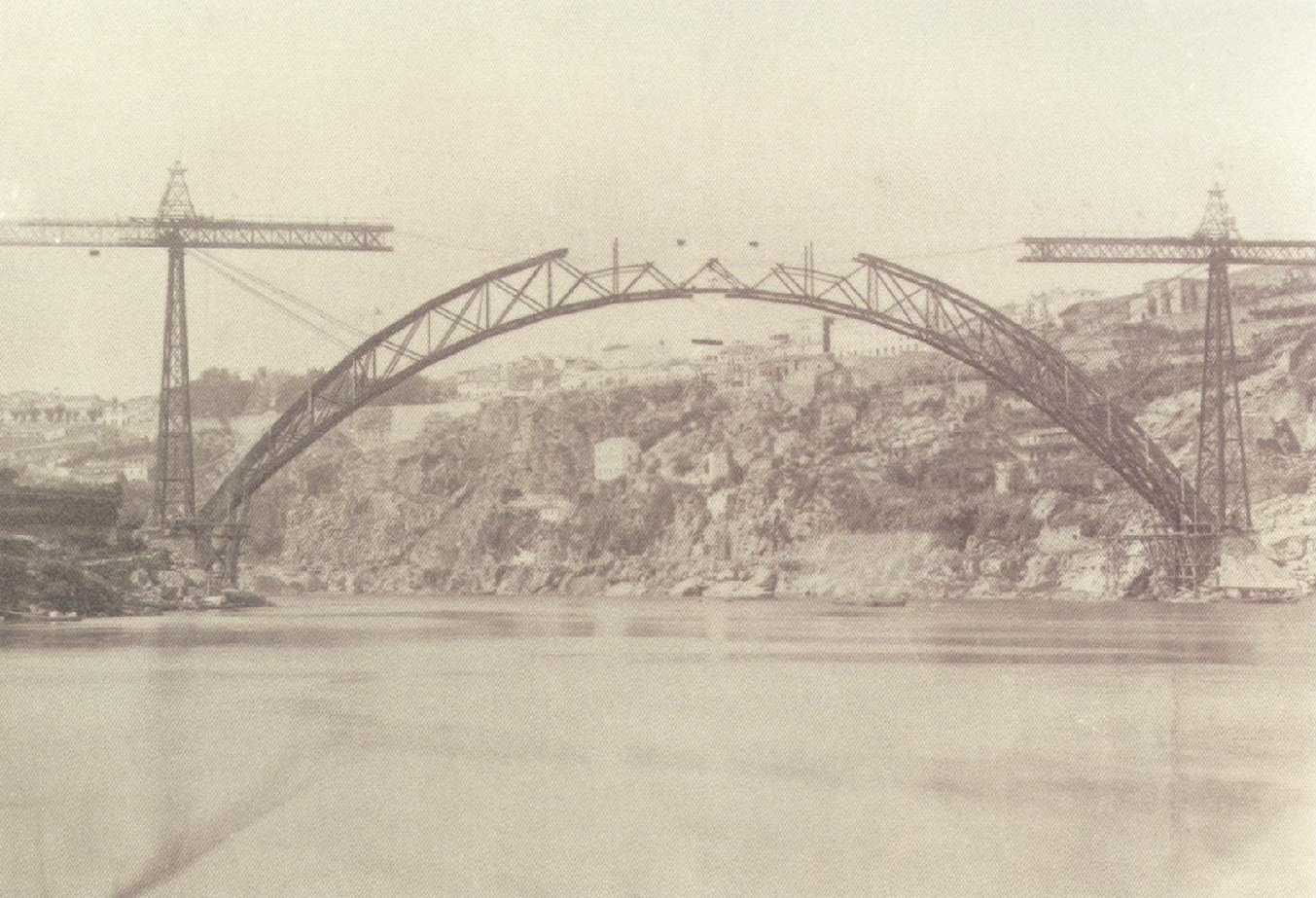
Puente D. Maria Pia, durante las obras de construcción.

La segunda fase, entre las décadas de 1870 y 1880, asistió a un aumento considerable en el ritmo de construcción, siendo concluidas las conexiones fundamentales en el Norte y Sur de Portugal, y el inicio de la construcción de algunas complementarias. De este modo, la inauguración de la línea hasta Campanhã tuvo lugar el 5 de noviembre de 1877 concluyendo la Línea del Norte, y, en 1880, abrió el Ramal de Cáceres; en 1882 fue terminada la Línea de Beira Alta, y la Línea del Miño llegó hasta Valença, concluyéndose la conexión hasta Galicia en el año 1886. Al año siguiente, fue inaugurada la Línea del Duero.
En el Sur, la compañía de los Caminhos de Ferro do Estado, sucesora de la Compañía de los Ferrocarriles del Sur y Sudeste, llevó la Línea de Évora hasta Estremoz en 1873, y el Ferrocarril del Sur hasta Faro en 1889.
Las primeras líneas de carros americanos de Lisboa entraron en servicio en 1873, entre Santa Apolónia y Santos.
En noviembre de 1887, comenzó a circular el Sud-Express, entre Calais, en Francia, y Lisboa, transitando por Madrid; el 30 de septiembre de 1889, fue inaugurado el primer tramo de la Línea de Cascais, hasta Pedrouços, y, en 1890 abrió la Estación del Rossio, y la Línea del Dão.
En las dos últimas décadas del siglo XIX, la cantidad de material circulante remolcado aumentó considerablemente habiendo duplicado el número de vagones y de vagonetas; la adquisición de locomotoras, no obstante, aumentó solo ligeramente, pero las compradas tenían una mayor potencia. Este tipo de inversión, cuyo peso relativo creció constantemente desde la Década de 1860, se desveló como uno de los principales ejemplos de inyección de capital en la economía portuguesa.

### Tercera fase de la construcción (1890-inicio de la Primera Guerra Mundial)
En la tercera fase, entre la Década de 1890 y el comienzo de la Primera Guerra Mundial, se redujo la cadencia en la construcción de nuevas vías férreas, habiéndose asistido, principalmente, a la conclusión de algunas líneas complementarias; la red en el continente alcanzó, en 1895, cerca de 2.344 kilómetros de extensión. En 1891, fue inaugurada a Línea del Oeste.

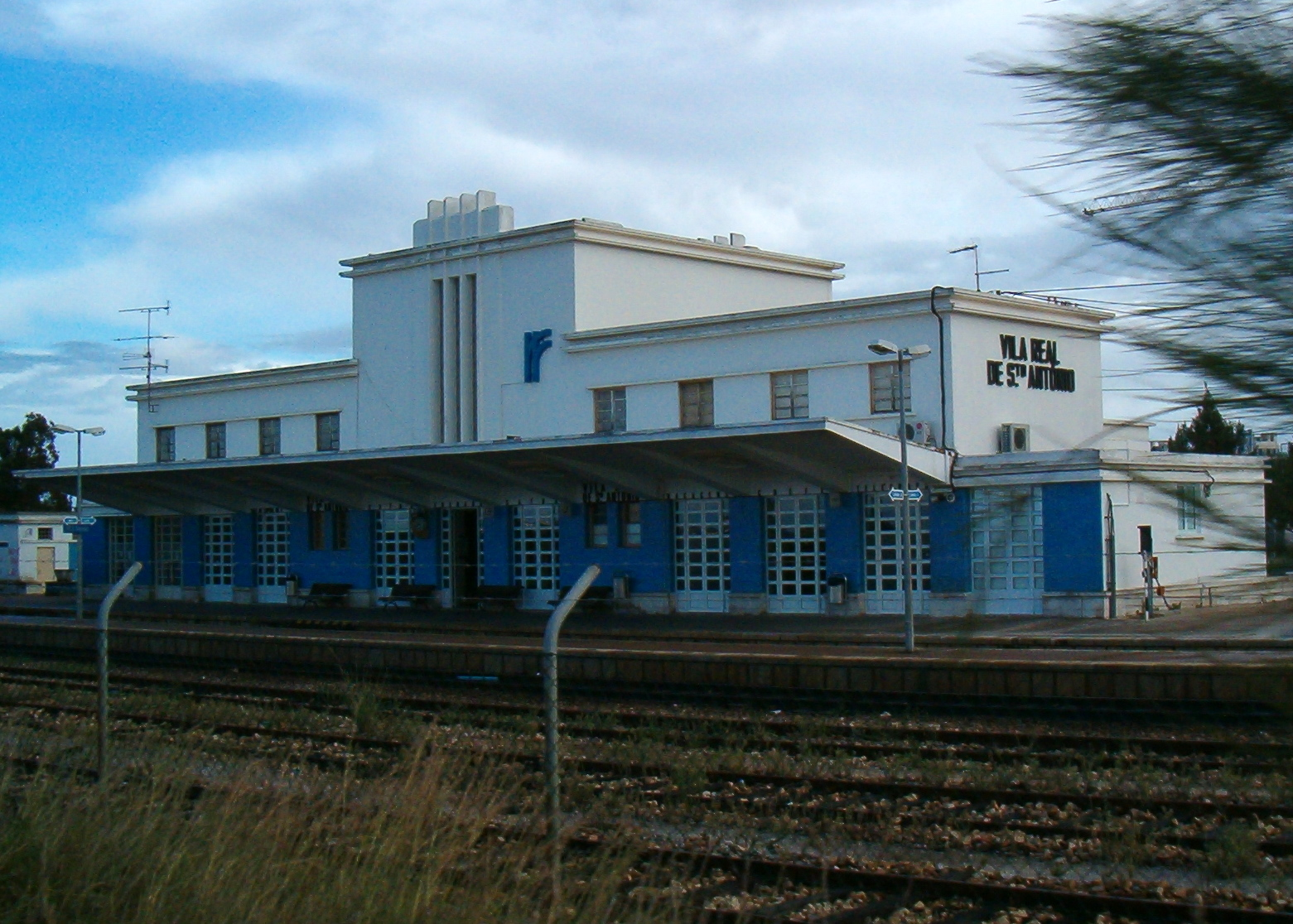
Estación de Vila Real de Santo António, en el Distrito de Faro.

## sigloXX

### Inicio delsigloXXal fin de la Primera Guerra Mundial
A comienzos del siglo XX, existían en territorio nacional cerca de 2.380 kilómetros de vía, siendo dos terceras partes correspondientes a la parte de la red de vía ancha y el resto a la vía estrecha gestionada por varias sociedades privadas. El transporte ferroviario era, en esa época, el más eficaz y económico, razón por la cual el objetivo de la política de transportes, en esa época, era concluir el plan ferroviario, con el fin de cubrir totalmente el país uniendo las regiones más aisladas y generando crecimiento económico.
En 1902, 1903, 1904 y 1905, fueron terminados, respectivamente, los ramales de Moura, Portimão, Vendas Novas, y Vila Viçosa; la Línea de Beira Baixa abrió en 1904, la Línea del Algarve llegó a Vila Real de Santo António en 1906, y el Ramal de Mora fue concluido en 1908. El 8 de septiembre de 1911, fue inaugurada la Línea del Vouga, y, en 1915, la Línea del Vale do Sado.
El 16 de diciembre de 1910, se inició una huelga de ferroviarios, que se expandió a todo el país hasta el 7 de enero del año siguiente;  el 3 de mayo, se creó la Guardia Nacional Republicana, siendo uno de los objetivos de esta organización el control de los ferrocarriles. En enero de 1914, hubo otra huelga general de los trabajadores ferroviarios, con cerca de 7.900 huelguistas, en la que hubo varios actos de sabotaje, como la destrucción de la placa giratoria en la Estación de Entroncamento; y, en 1920, hubo otra huelga en los ferrocarriles.
Con el inicio de la Primera Guerra Mundial, se produjo un aumento en el precio del carbón, que se reflejó en la reducción de la cantidad almacenada, y en el aumento del uso de leña en las locomotoras; esto implicó mayores costes de mantenimiento. Este conflicto también provocó un aumento generalizado en los precios, que las empresas contrarrestaron con sobretasas y recortes de los costes, lo que resultó en problemas sociales graves por parte de los trabajadores. A pesar de estos problemas, se produjo un aumento considerable del número de pasajeros en los medios urbanos, especialmente en la Línea de Sintra.

### Período de entre-Guerras Mundiales
La Primera Guerra Mundial dejó a las operadoras ferroviarias portuguesas muy debilitadas en términos económicos, siendo necesarios apoyos del estado; el 11 de mayo de 1927, las líneas de vía ancha de la compañía de los Ferrocarriles del Estado fueron entregadas a la gestión de la Compañía de los Caminhos de Ferro Portugueses La expansión del transporte, principalmente a partir de la década de 1930, acabó con el monopolio al ferrocarril, y provocó una profunda regresión en los precios, inicialmente de pasajeros, y después de mercancías; la Compañía reaccionó con obras restrictivas, reduciendo las gastos, despidiendo personal, produciendo recortes de los horarios, y eliminando la renovación de las vías férreas, lo que provocó un aumento en los gastos de mantenimiento. Comenzaron, igualmente, a ser estudiados nuevos métodos y soluciones, como la introducción de automotores y locomotoras de gasóleo.
En 1926, fue inaugurada la tracción eléctrica en la línea de Cascais, comenzando a circular las primeras locomotoras eléctricas en Portugal. A comienzos de la década de 1930, la red alcanzaba ya 3.424 kilómetros de extensión. El 30 de julio de 1922, el ferrocarril llegó a Lagos.

### Situación durante la Segunda Guerra Mundial
La Segunda Guerra Mundial supuso una degradación considerable de la situación de los ferrocarriles en Portugal, ya que provocó una fuerte escasez de combustibles líquidos y sólidos, especialmente después de la entrada de los Estados Unidos de América en la guerra; con la caída en las importaciones de carbón, se dejó de poder realizar con seguridad los servicios ferroviarios, por lo que la Compañía de los Caminhos de Ferro Portugueses comenzó a experimentar, entre 1941 y 1942, la adaptación de las locomotoras hacia los aceites combustibles. Las experiencias tuvieron un gran éxito, pero la Compañía no quiso expandir el uso de este sistema, debido a las dificultades de almacenamiento que ya en ese momento había. Así, comenzó a utilizar, en las locomotoras, carbones nacionales, de peor calidad, y leños; esto generó, no obstante, problemas ambientales debido a la cantidad de leña necesaria, y provocaba una irregularidad en las marchas. Para resolver este problema, fue realizado un acuerdo con el Ministerio de Economía, que garantizó un abastecimiento estable de fueloil a la Compañía, por lo que esta siguió adelante con la adaptación de su flota, lo que permitió regularizar la circulación ferroviaria.
Otra cuestión que se comprobó en este momento fue el hecho de que gran parte del parque de material motor tenía ya una avanzada edad, lo que implicaba problemas de tracción en las composiciones de pasajeros y mercancías; de este modo, en 1943, existían 406 locomotoras en funcionamiento, de las cuales el 41 por ciento presentaban 50 o más años de edad, un 29,5 por ciento tenían de 30 a 50 años, y las restantes tenían 20 años o menos. Para renovar la flota, se llevaron a cabo varias negociaciones en el extranjero, que culminaron con la compra de 22 locomotoras a vapor de la American Locomotive Company, que utilizaban fueloil.

### Concentración de la explotación ferroviaria

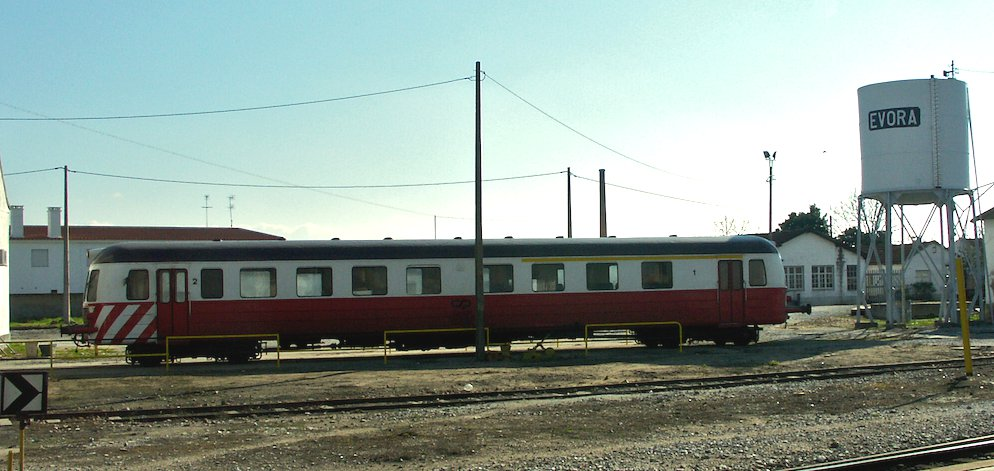
Automotor de la CP Serie 0100, de origen sueco, en la Estación de Évora en 2004.

Después del fin de la Segunda Guerra Mundial y la normalización del comercio internacional, entre 1946 y 1947, el crecimiento masivo del parque automóvil, y la introducción de las líneas aéreas tuvieron efectos nefastos para el transporte ferroviario en todo el mundo; para responder a esta amenaza, se aprovechó la reconstrucción de la red ferroviaria en Europa dañada por la Guerra para la recalificación y modernización, con nuevos trazados, material circulante, e infraestructuras, como estaciones, puentes y vías. En contraste, en Portugal, las infraestructuras no fueron reconstruidas, ya que no habían sido dañadas por la Guerra, pero estaban obsoletas, debido al aislamiento geográfico, acentuado por la Guerra Civil Española; por otro lado, se experimentó un movimiento de cierto abandono por el ferrocarril, liderado por el ministro Duarte Pacheco, que afirmaba que este medio de transporte no poseía ningún futuro.
Así, se acentuó la crisis en el transporte ferroviario en Portugal, y se comenzó a planear la concentración de todas las operadoras en una sola empresa, que sería responsable de toda la red en territorio nacional; el primer paso fue dado también en septiembre de 1945, con la publicación de la Ley n.º 2008, que autorizó al gobierno a establecer un plan de sustitución de todas las concesiones ferroviarias por una sola. En 1947, el profesor Vicente Ferreira presentó un informe, donde propuso la formación de la Red Unificada Portuguesa, un conglomerado donde sería integrada la gestión de todas las líneas ferroviarias. La explotación única de la red se inició el 1 de enero de 1947, con la Compañía de los Caminhos de Ferro Portugueses como única gestora nacional; la única explotación independiente fue la de la Línea de Cascais, porque había sido contratada en 1926 a la Sociedad Estoril, por un período de 50 años. Este proceso fue confirmado oficialmente por la firma, en 1951, del Contrato de Concesión Única, entre el Gobierno Portugués y la Compañía de los Ferrocarriles; este documento poseía además de varias bases para la explotación de la red, una cláusula que ordenaba la elaboración inmediata de un plan de recuperación y modernización de los ferrocarriles. Este proyecto nunca fue ejecutado debido a los elevados montantes necesarios, por lo que se decidió continuar con un régimen de pequeños préstamos a la Compañía, que había sido hasta entonces practicado; por otro lado, también se comenzaron a realizar varias acciones concertadas entre el Estado y la Compañía, como la adquisición, entre 1946 y 1949, de vagones, locomotoras y locotractoras americanas, y de automotores originarios de Suecia.

### Modernización de la red de ferrocarriles
A partir de los años 50, la visión del transporte ferroviario se modificó dejando de ser un medio de transporte universal, que transportaba todo a cualquier parte, para pasar a ser una forma de asegurar el desplazamiento de ciertos bienes y pasajeros a destinos específicos; la naturaleza de los pasajeros y de la carga transportada sufrió una transformación, con un aumento en los pasajeros de larga distancia y un aumento en las toneladas de mercancías a destinatarios específicos.
Para mitigar el estancamiento del ferrocarril, fue presentado el I Plan de Fomento, que preveía la inversión de 100 millones de escudos por año entre 1953 y 1958, y el presupuesto para que fueran realizados los proyectos de electrificación de la Línea de Sintra y de parte de la Línea del Norte. Un valor semejante fue utilizado en el II Plan de Fomento, llevado a cabo entre 1959 y 1964, y que aumentó hasta los 300 millones en el Plan Intercalar, entre 1965 y 1976 Además de esto, también se recibieron fondos del Plan Marshall, con el cual adquirió algunas locomotoras y otro material circulante. Con estos apoyos financieros, la Compañía pudo modernizarse, habiendo sustituido sus vagones de madera por metálicos, más seguros.
Pese a estas inversiones, a finales de la década de 1960, continuaron existiendo grandes problemas en gran parte de la red, especialmente en términos de edad y calidad de infraestructuras, como era el hecho de que en ciertas líneas existiesen puentes con grandes restricciones de peso que no permitían el paso de las nuevas locomotoras utilizadas; además de esto, en algunos tramos, el estado de la vía no permitía velocidades superiores a 40 kilómetros por hora. Faltaban también instalaciones oficinales y de apoyo, y muchas estaciones no disponían de vías suficientes para resguardo y maniobras. Así, el tercer Plan de Fomento, activo entre 1968 y 1973, y que contaba con un presupuesto próximo a los 900 millones, se destinó más al mantenimiento de las infraestructuras, siendo organizados programas multianuales de renovación de cerca de 2.000 kilómetros de vía, que pese a ser onerosas y lentas, con el fin de no perjudicar la explotación, eran absolutamente necesarias.
Así se produjo una renovación en las vías, habiéndose reforzado todo el armazón de la vía, y alterándose los lechos de balastro, ganando en volumen y altura, pasando a ser hechas con mejores materiales y granulometría; las traviesas, hasta allí hechas predominantemente en pino nacional, fueron sustituidas por traviesas de hormigón en bi-bloque, o en hormigón armado. Los carriles ganaron en peso unitario, pasando de 40 kilogramos por metro hasta los 54 y 60, y comenzaron a ser soldados en plena vía, fuera de las estaciones; también pasaron a ser utilizados nuevos métodos de conservación y mantenimiento de vía, con apoyo de automatismos, y un mayor rigor en la detección y corrección de errores en el trazado tanto en planta como en alzado.
En términos de material circulante, fueron modificados los vagones, que se adaptasen a los nuevos padrones para el transporte de mercancías, habiéndose aumentado desde la década de 1960, el peso por eje de los vagoes hasta las 20 toneladas, y después hasta las 22 toneladas; también fueron introducidos nuevos vagones específicos para contenedores, cuyo uso se encontraba en expansión. El parque de material motor también comenzó a ser sustituido, especialmente a comienzos de la década de 1970, siendo uno de los precursores de Europa en la utilización de corriente alterna en la catenaria, a 25.000 voltios y 50 Hz. En términos de material circulante, destaca especialmente, la compra de automotores italianos para realizar los servicios rápidos Foguete, que se iniciaron en 1953.
También en esa década, fue constituido el Gabinete de Estudios y Planificación de Transportes Terrestres, un organismo del Ministerio de Comunicaciones que había sido creado para auxiliar en la elaboración de los estudios portugueses en la Conferencia Europea de los Ministros de Transportes, pero que deprisa se confirmó como un excelente polo de divulgación de los estudios económicos de los transportes, y que defendía que el ferrocarril, al contrario que las ideas comunes, también era un transporte con potencialidad en Portugal, si estuviese mejor organizado. Aunque el Gabinete fue suprimido poco tiempo después, ya había dado un enorme impulso a la modernización del transporte ferroviario en Portugal, habiendo conformado los escenarios necesarios para una nueva generación de gestores de la Compañía de los Caminhos de Ferro Portugueses, elaborando los primeros estudios para los nudos ferroviarios de Lisboa y Porto y la travesía del Río Tajo, y comenzando a preparar los proyectos que debían ser integrados en el Cuarto Programa de Fomento, en el ámbito de la Primavera Marcelista. Estaba previsto en ese momento que las intervenciones en el ferrocarril, por un total cercano a los 20.000 millones de escudos, fuesen iniciados a mediados de 1974.

### La Revolución de los Claveles y la nacionalización de los Caminhos de Ferro Portugueses
En 25 de abril de 1974, no obstante, se produjo una Revolución, que tuvo profundos efectos sobre la Compañía de los Caminhos de Ferro Portugueses; de tal modo que la empresa fue objetivo de inspecciones que confirmaron la existencia de graves problemas laborales, hasta entonces escondidos por la propia organización, y cuya resolución vino a debilitar la ya instable situación económica de la Compañía, debido al aumento de los gastos con personal, que no pudieron ser compensadas con ajustes en las tarifas. Por otro lado, también se descubrieron varios problemas sociales, de educación, saneamiento básico, y de higiene, ocultados por el régimen del Estado Nuevo, que precisaban ser solucionados urgentemente, y que retiraron fondos al ferrocarril. Un tercer factor fue la crisis económica, exacerbada por las Crisis del petróleo de 1973 y 197, y que redujo sustancialmente el tráfico ferroviario. La Compañía fue nacionalizada en 1975, pero este proceso tuvo pocos efectos en la práctica, ya que la empresa ya se encontraba antes de este movimiento bajo el control del estado.
De esta forma, el gobierno suspendió el Cuarto Plan de Fomento, y pasó a apoyar a la Compañía con escasos fondos de subsistencia, con los cuales se podían realizar algunas acciones moderadas de mantenimiento de vía, la construcción de accesos al Complejo Industrial de Sines, y continuar con el programa de sustitución de la tracción a vapor, que se había iniciado 30 años antes. Así mismo, se produjeron algunos esfuerzos de crecimiento en el seno de la Compañía, como la introducción de los servicios InterCidades, en 1978, que presentaban graves irregularidades en los horarios, y la entrada de nuevos gestores, que comenzaron las reformas en la organización y firmaron varios contratos importantes de transporte de mercancías.

### De la década de 1980 hasta el final delsigloXX

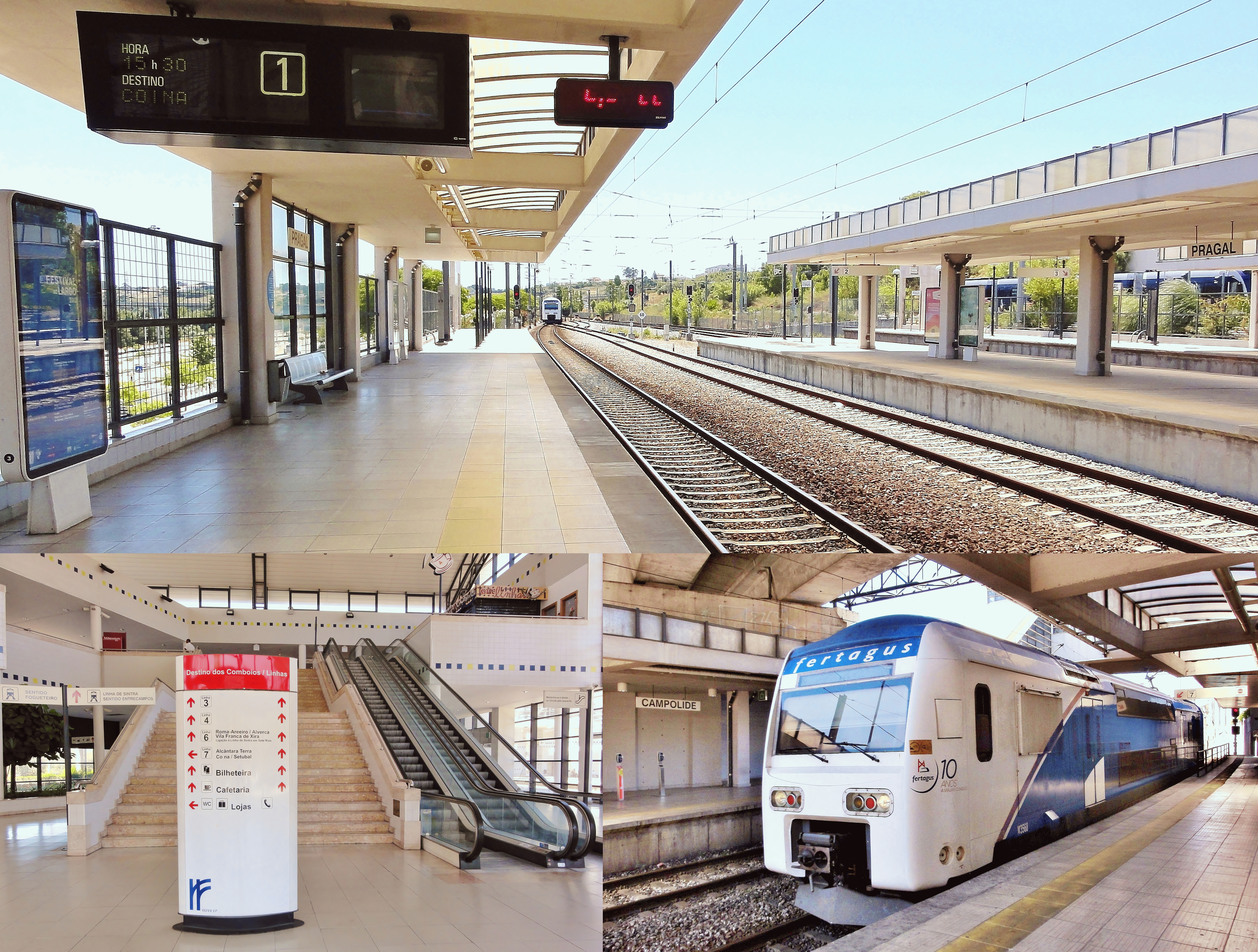
Composición de la compañía ferroviaria Fertagus, realizando la travesía sobre el Río Tajo en Lisboa, por el Puente 25 de abril.

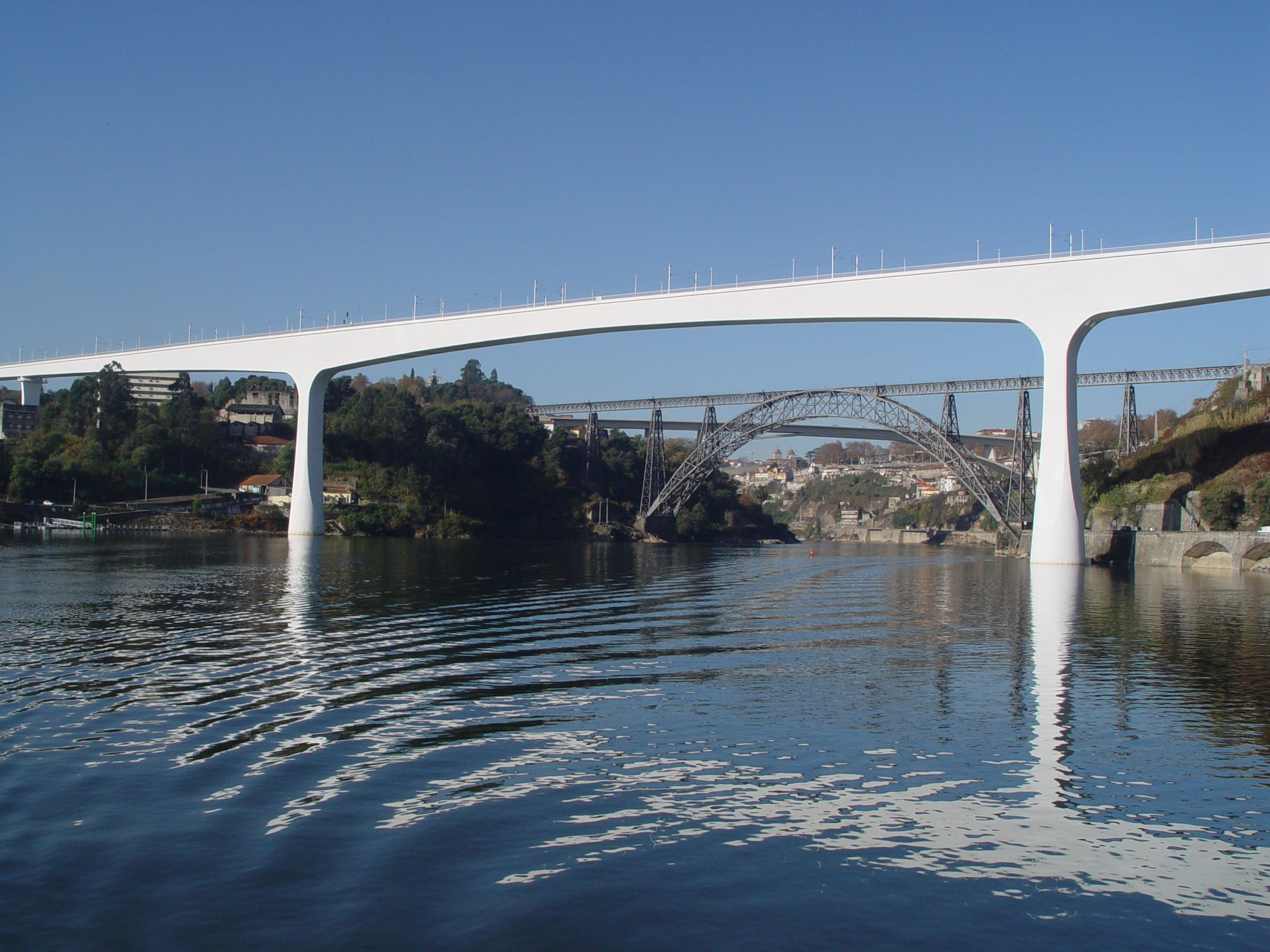
Puente de São João, junto a la ciudad de Porto.

La inversión en el transporte ferroviario solo volvió a crecer significativamente a partir de 1986, en la secuencia de entrada del país en la Unión Europea, habiendo alcanzado un nuevo auge en la década de 1990, con la ampliación y modernización de las principales estaciones, dentro y fuera de las zonas metropolitanas de Lisboa y de Porto, electrificación de varias líneas importantes, como la de la Cintura y Braga, y la resolución de grandes estrangulamientos de tráfico, a través de la cuadruplicación de parte de la Línea del Norte, y de la apertura de la travesía sobre el Río Tajo, por el Puente 25 de abril, y del Río Duero, por el Puente de São João, en 1992. También fueron corregidos los trazados en planta de varios tramos, lo que permitió el aumento de la velocidad, y la renovación de cerca de 1.000 kilómetros de vía. Después de este esfuerzo de modernización, el transporte ferroviario pudo continuar asegurando su papel, insustituible, entre los sistemas de transportes en Portugal.
En 1993, el récord de velocidad ferroviaria en Portugal fue alcanzado en el tramo entre las Estaciones de Espinho y Avanca.

## sigloXXI
En 2009, el Ramal de Figueira da Foz fue cerrado por la Red Ferroviaria Nacional, por motivos de seguridad; y, el 1 de febrero de 2011, fueron suprimidos los servicios Regionais en el Ramal de Cáceres.